# Skif (Panzerabwehrlenkwaffe)

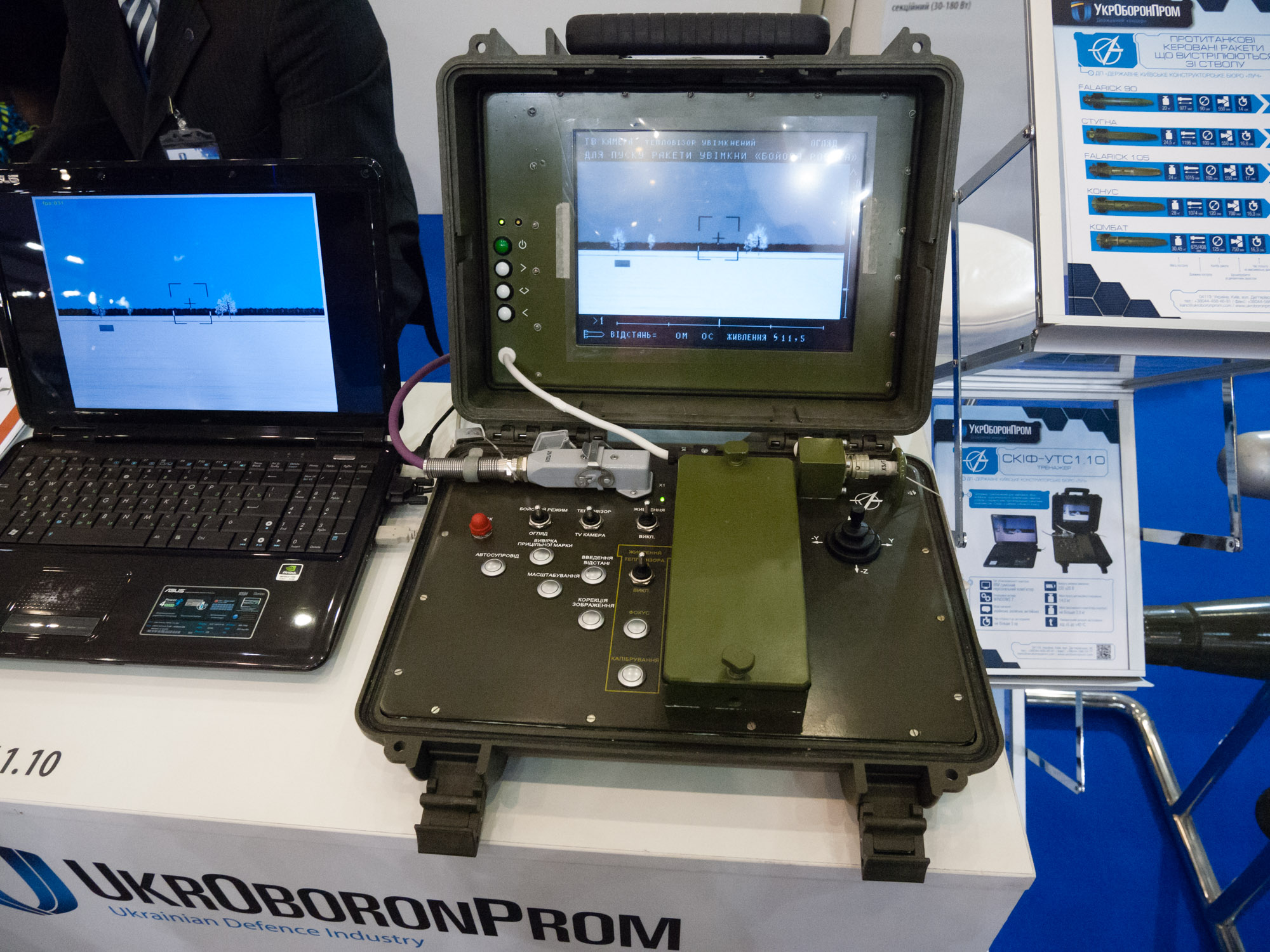
Bedienkonsole an einem Simulator

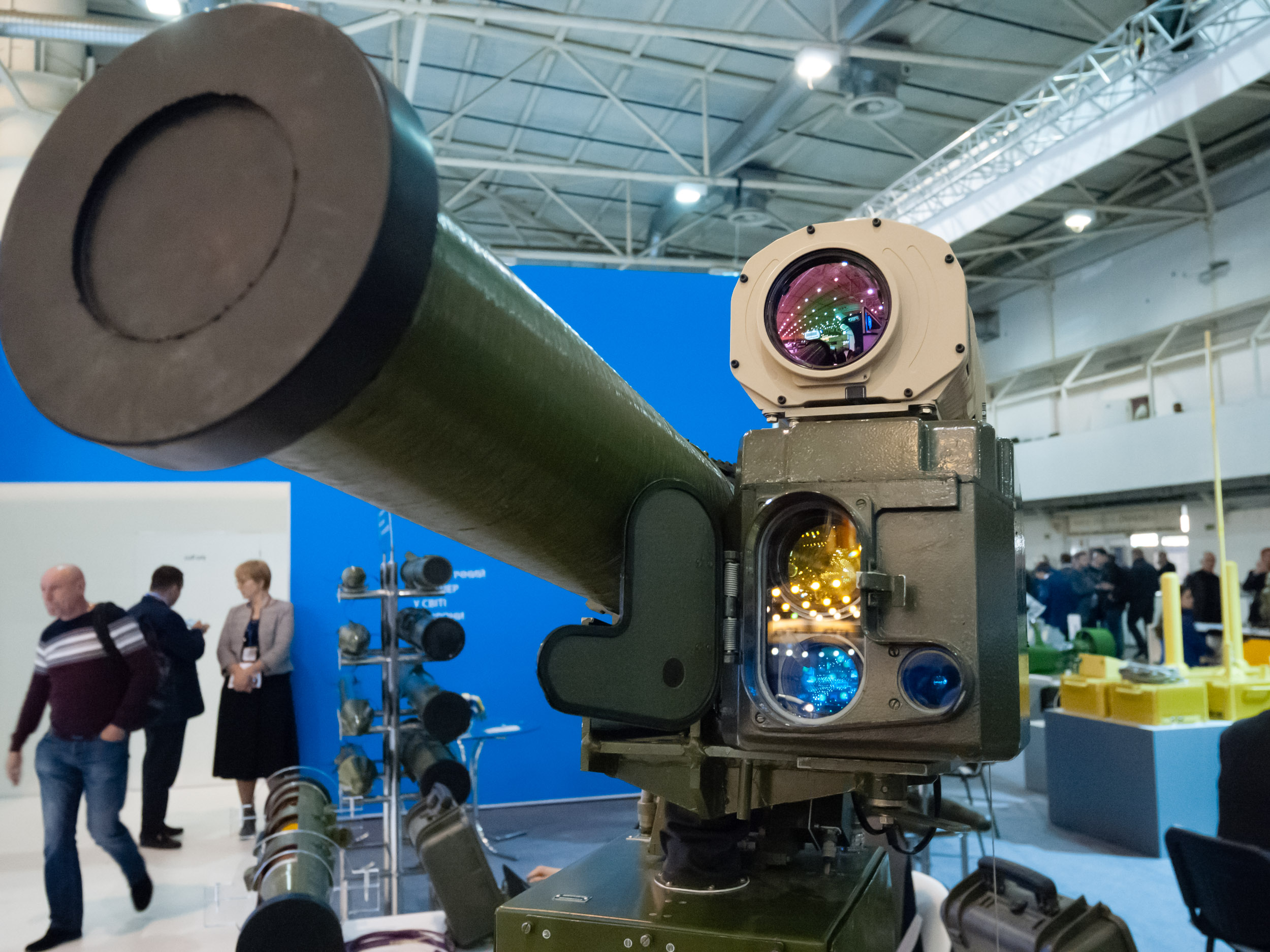
Zielsystem mit einem aufgesetzten Wärmebildgerät von Aselsan

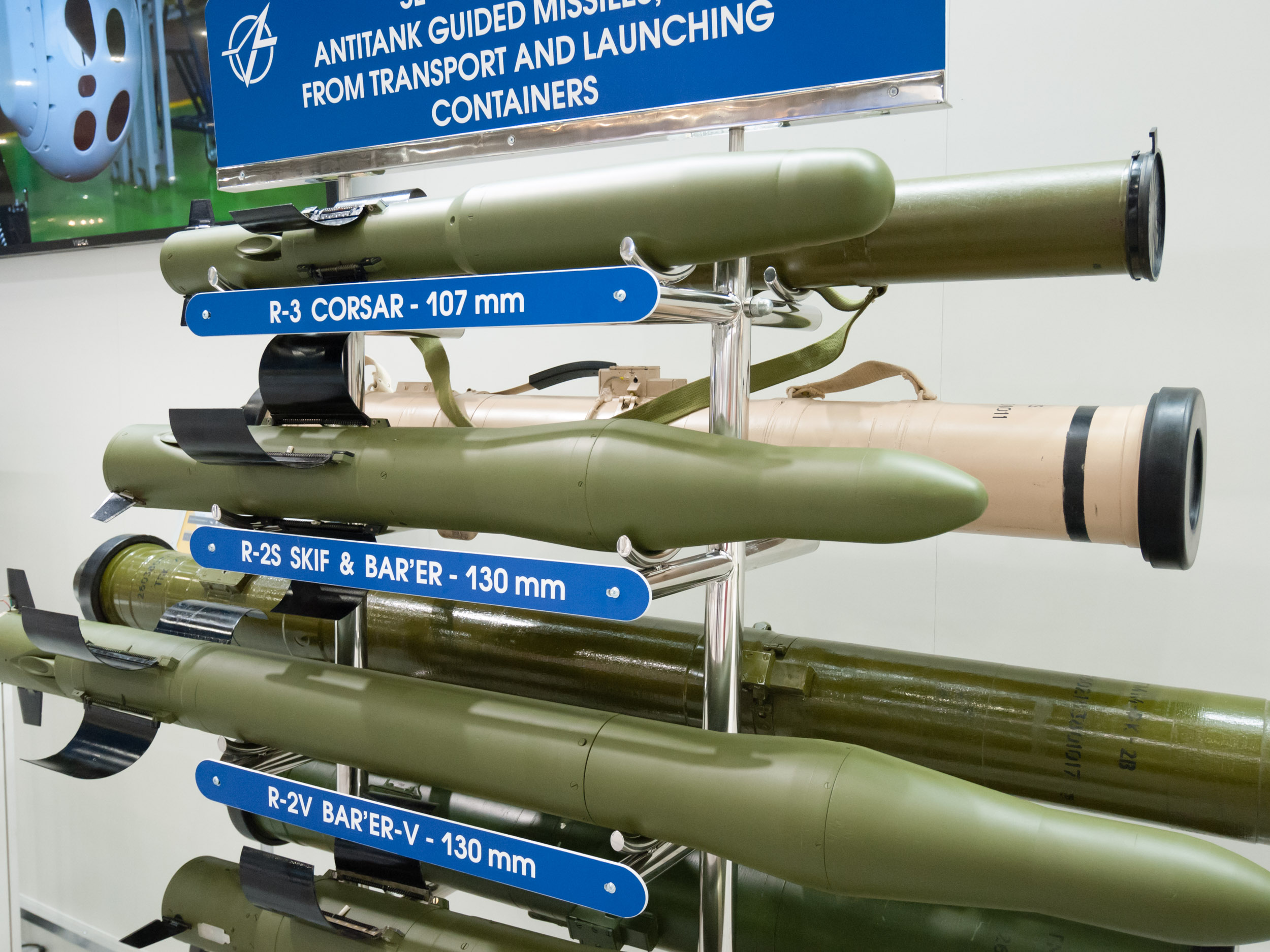
Skif 130-mm-Lenkflugkörper (in der Mitte des Bildes)

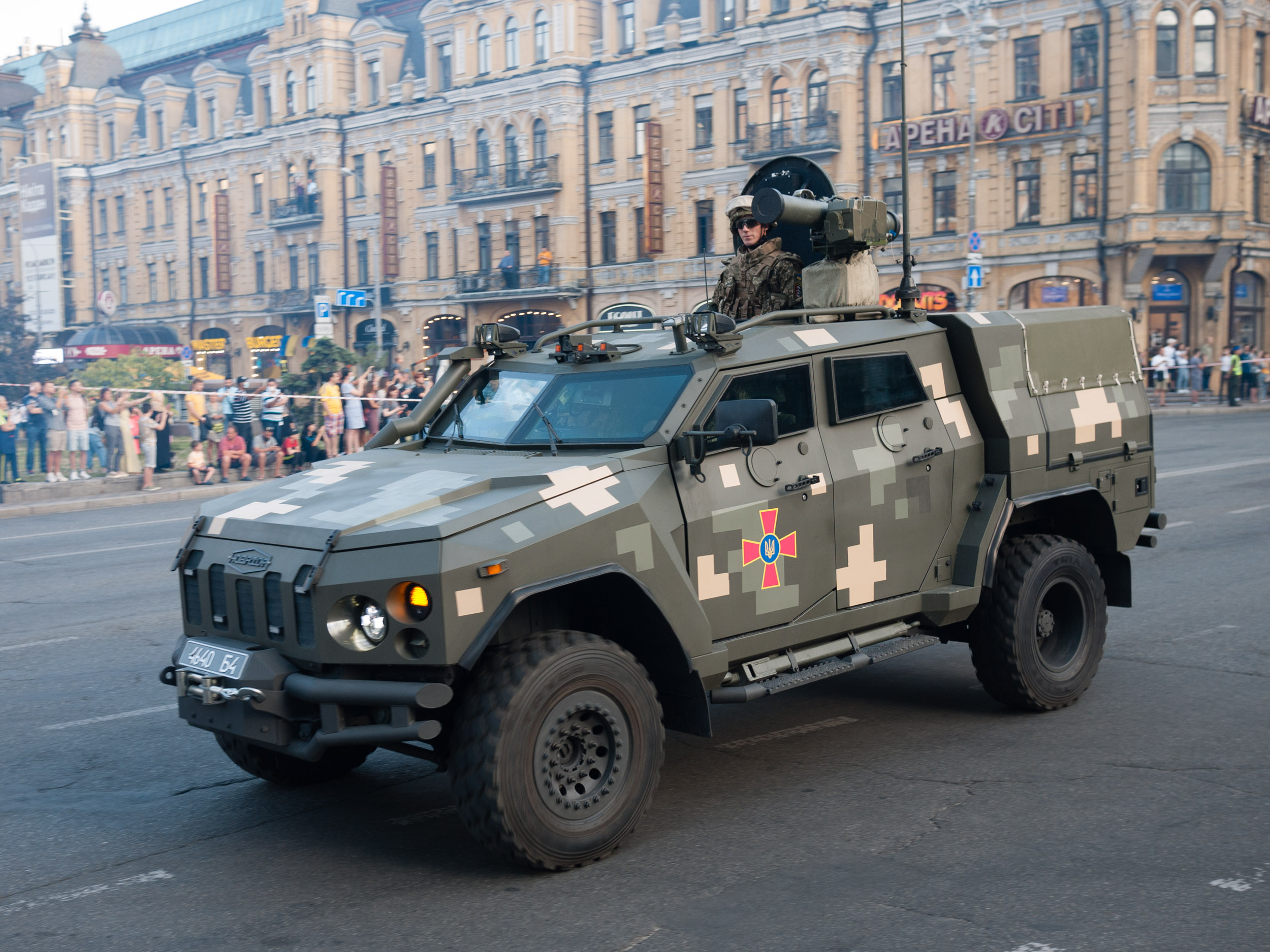
Stugna-P auf einem Novator-Geländewagen

Die Skif bzw. Stugna-P, benannt nach dem in den Dnepr mündender Fluss Stugna, ist eine lafettierte Boden-Boden-Panzerabwehrlenkwaffe, die vom ukrainischen Konstruktionsbüro Luch entwickelt wurde. Dabei ist Stugna-P die ukrainische Bezeichnung, während Skif für die Exportvariante verwendet wird. Ukrainisch Skif bedeutet ‚Skythe‘.

## Geschichte
Bereits in den 1990er-Jahren entwickelte das Konstruktionsbüro Luch den Lenkflugkörper R-111 Stugna als Rohrrakete im Kaliber 100 mm. Damit ließ er sich bspw. mit den weltweit in großer Zahl verwendeten T-55-Panzern und Panzerabwehrkanonen MT-12 abfeuern. Mitte der 2000er-Jahre ging die Ukraine mit Belarus eine Kooperation ein, um eine lafettierte Panzerabwehrlenkwaffe zu erstellen. Während die Ukraine eine 130-mm-Version des Lenkflugkörpers entwickelte, steuerte das belarussische Konstruktionsbüro Peleng das Zielsystem PN-S bei.
2011 entwickelte die Ukraine das eigene Zielsystem PN-I und führte es als Stugna-P in kleinem Umfang bei den Streitkräften ein. Als 2014 die Feindseligkeiten in der Ostukraine ausbrachen, hatte die Ukraine wahrscheinlich 10 Startgeräte und 75 Raketen. Diese wurden von ukrainischen Fallschirmjägern bei den Kämpfen um die Flughäfen Luhansk und Donezk eingesetzt. Wegen unsachgemäßer Lagerung waren viele Raketen nicht einsatzfähig. Auch gibt es ukrainische Berichte, dass bei dem Angriff auf den Flughafen Luhansk die Laserlenkung des Stugna-P durch das Schutzmaßnahmensystem Schtora der modernen T-90 gestört wurde. Trotzdem bewährte sich die Waffe im Einsatz, und im März 2015 bestellte die ukrainische Armee eine größere Anzahl. Doch wegen den wirtschaftlichen und politischen Umbrüchen nach dem Euromaidan musste die Ukraine die Rüstungsindustrie teilweise neu organisieren; Geld für Investitionen fehlte, Lieferketten waren unterbrochen und viele Facharbeiter orientierten sich neu.
In den folgenden Jahren bewährte sich die Waffe bei Zusammenstößen mit den Separatisten an der Waffenstillstandslinie im Donbass. Etwa 7000 Lenkflugkörper wurden bis 2021 geliefert. Nachdem die Effektivität der Stugna-P im Einsatz in der Ostukraine unter Beweis gestellt worden war, stiegen die internationalen Verkaufszahlen.
Verschiedene Stugna-P-Versionen wurden unter der Bezeichnung Skif nach Algerien, Aserbaidschan, Marokko, Katar und Saudi-Arabien exportiert. Um den Starter auf weichem Boden bzw. Sand besser nutzen zu können, wurde 2018 eine neue Dreibeinlafette entwickelt. Diese Eigenschaft war für viele Exportmärkte wichtig. Obwohl die Durchschlagleistung des 130-mm-RK-2S-Flugkörpers bei den modernsten Panzern möglicherweise nicht ausreichend ist, wurde der größere RK-2M-K-Flugkörper mit größerer Durchschlagleistung aber zumindest bis 2019 von keinem Kunden bestellt. 2021 entwickelte das Konstruktionsbüro Luch eine neue Version der Stugna-P mit verschiedenen Verbesserungen wie kleinere Abmessungen, bessere Ergonomie, verbesserte Qualität der Anzeige sowie des Leitsystems.
Im Vorfeld des russischen Überfalls auf die Ukraine 2022 ging eine größere Zahl eigentlich für den Export vorgesehener Skif-Systeme in den Besitz der ukrainischen Streitkräfte über, daher tragen manche Bedienkonsolen Aufschriften mit arabischen Schriftzeichen. Seitdem hat das Waffensystem Stugna-P mediale Aufmerksamkeit durch Videos erfahren wie mit dem PARS russische Panzerfahrzeuge erfolgreich bekämpft wurden, da diese Videos sich propagandistisch verwenden lassen. Auf der Plattform YouTube sind Aufnahmen etlicher erfolgreicher Angriffe auf stehende und bewegte gepanzerte Ziele veröffentlicht worden. Auch das Video über den Abschuss eines russischen Kampfhubschraubers Kamow Ka-52. Da es keine Möglichkeit gibt, das Videosignal des Zielsystems direkt zu speichern, wird in der Regel der Bildschirm des Zielsystems mit Mobiltelefonen abgefilmt. Ein Grund für den Erfolg der Stugna-P ist, dass die russischen Panzer mit zu wenig abgesessener Infanterie vorstoßen. Dadurch bleiben Stugna-P-Abwehrtrupps unentdeckt und können Panzer bekämpfen.

## Eigenschaften
Das Waffensystem besteht aus einem auf einer Dreibeinlafette montiertem Abschussbehälter mit der Lenkwaffe, Beobachtungs- und Leiteinheit sowie aus einer Bedienkonsole, welche als Fernbedienung genutzt wird.
| Dreibeinlafette               | 32 |
| Beobachtungs- und Leiteinheit | 15 |
| Bedienkonsole                 | 10 |
| Wärmebildgerät (optional)     | 6  |

In die Dreibeinlafette ist eine elektrische Richtplattform mit Stellmotoren integriert. Der Richtbereich beträgt horizontal −90° bis +90° und vertikal −10° bis +30°.
Die Beobachtungs- und Leiteinheit liefert ein Videobild für die Bedienkonsole und sendet den Laserleitstrahl nach dem Abschuss des Lenkflugkörpers. Dem Bediener steht wahlweise das Videosignal des Weitwinkelobjektivs (4°20' × 3°10') oder Teleobjektivs (1°15' × 0°50') zur Verfügung. Optional kann ein Wärmebildgerät, z. B. das italienische SLX Hawk von Leonardo S.p.A. oder das türkische EYE-LR S von Aselsan, an die Beobachtungs- und Leiteinheit angebracht werden und das Wärmebild an die Bedienkonsole liefern. Ein interferierter Laserentfernungsmesser misst die Entfernung von bis zu sieben Kilometer entfernten Zielen mit einer Genauigkeit von ±5 Meter.
Die Bedienkonsole in Form eines klappbaren Laptop-Koffers hat ein 50 m langes Kabel und kann somit getrennt vom Abschussort der Rakete bedient werden. Im Gegensatz zu vielen anderen Panzerabwehrwaffen gibt es keine Optik direkt am Abschussgerät. Dieses Prinzip ist nicht neu und gab es schon bei der sowjetischen 9K11 Maljutka. Es wird berichtet, dass die Bedienung recht einfach und schnell zu erlernen ist.
Die Lenkung der Flugkörper erfolgt nach dem Prinzip der laserbasierten Leitstrahllenkung. Stugna-P hat eine manuelle und eine automatische Zielverfolgung. Bei der manuellen Zielverfolgung muss der Schütze die ganze Zeit über das Fadenkreuz mittels eines Joysticks auf das Ziel richten. Bei der automatischen Zielverfolgung versucht der Computer der Bedienkonsole den Leitstrahl auf ein zuvor manuell erfasstes Ziel gerichtet zu halten. Die maximale Schwenkgeschwindigkeit bei automatischer Verfolgung beträgt 1° pro Sekunde. Ein Laserempfänger am Ende des Lenkflugkörpers wandelt die Informationen des Laserleitstrahl in Steuersignale für Kurskorrekturen um. Auch wenn es manchmal so berichtet wird, ist diese Art der automatischen Zielverfolgung kein echtes Fire-and-Forget, denn der Flugkörper braucht den Laserleitstrahl der Waffenplattform um das Ziel zu finden.
Es gibt zwei Flugmodi; einen geraden in der Mitte des Laserleitstrahls sowie einen erhöhten Flug über dem Leitstrahl. Bei dem erhöhten Flugprofil steigt der Lenkflugkörper nach dem Start etwa 10 m über den Laserleitstrahl. Vor dem Ziel senkt sich der Flugkörper wieder auf die Mitte des Leitstrahls herab. Die Entfernung bis zu der Absenkung des Fluges muss vor dem Start programmiert werden. Dazu kann entweder der integrierte Laserentfernungsmesser verwendet werden oder der Bediener kann die Entfernung auch manuell eingeben um eine Entdeckung durch Laserwarner des Ziels zu eliminieren. Die Flugbahn des erhöhten Flug ist aber deutlich flacher als bei einem sogenannten Top-attack, wie z. B. bei der amerikanischen Javelin, welcher auf die in der Regel dünnere obere Panzerung abzielt. Auch wenn es in manchen Quellen behauptet wird, dient das erhöhte Flugprofil nicht der Top-attack und der Hersteller wirbt auch nicht mit dieser Eigenschaft. Der Vorteil des erhöhten Flugprofils ist, dass der Schütze nicht durch den in der Sichtlinie fliegenden Flugkörpers gestört wird.
Einige Quellen beschreiben einen weiteren Modus, bei dem der Laserleitstrahl erst kurz vom Ziel aktiviert wird. Die Intention dabei ist, dass der Laserwarner des Ziels den Leitstrahl zu spät bemerkt und somit abstandsaktive Schutzmaßnahmen des Ziels zu spät eingesetzt werden.
Es können Raketen mit einer Reichweite bis zu etwa 5 km abgefeuert werden, mit denen die Panzerung gängiger sowie modernster Kampfpanzer durchschlagen werden kann. Die Tandemhohlladung des 130mm-Lenkflugkörpers soll 800 mm Panzerstahl durchschlagen und soll dabei die russischen Reaktivpanzerungen Kontakt-5 und Relikt überwinden können. Da dies für modernste Panzer möglicherweise nicht ausreicht, wurde mit dem 152-mm-Lenkflugköper eine vergrößere Version mit einer Durchschlagsleistung von 1100 mm Panzerstahl entwickelt. Für Weichziele gibt es Lenkflugkörper mit Spreng-/Splittergefechtskopf. Stugna-P kann auch gegen tief und langsam fliegende Luftziele, vornehmlich Hubschrauber, eingesetzt werden.
Die Bedienmannschaft besteht in der Regel aus drei Soldaten. Die verbreitete Taktik beim Einsatz der Stugna-P ist Shoot-and-scoot. Dabei wird die Stugna-P in einer günstigen vorbereiteten Stellung platziert und dann wird gewartet bis sich der Feind nähert. Nach dem Abschuss des Lenkflugkörpers kann die Bedienmannschaft schnell in einem bereitgestellten Fahrzeug entkommen. Das Waffensystem kann somit auch aus einem Bunker, der keine direkte Sichtlinie zum Ziel hat, bedient werden. Eine Fernbedienung ist sinnvoll, da als eine gängige Abwehrmethode der Abschussort einer Waffe beschossen wird und der Bediener sonst die ganze Flugzeit über (bis zu 25 Sekunden) gefährdet wäre. Um die Mobilität der Waffensystems zu erhöhen, wird es auf Fahrzeuge montiert, wie z. B. auf einem Geländewagen vom Typ Novator.
Stugna-P ist vergleichbar mit der sowjetischen/russischen 9K135 Kornet oder der US-amerikanischen BGM-71 TOW. Das Waffensystem funktioniert in einem großen Temperaturbereich von −40 bis +60 °C. Somit ist es für tiefere Temperaturen ausgelegt als viele westliche Waffensysteme.

## Technische Daten Lenkflugkörper
Quelle der Daten
| | RK-2S, RK-2OF | RK-2M-K, RK-2М-OF |
| Effektive Reichweite bei Tag, m | 5000          | 5500              |
| Effektive Reichweite nachts, m | 3000          | 3000              |
| Flugzeit bei maximaler Reichweite, s | 23            | 25                |
| Minimale Kampfdistanz, m | 100           | 100               |
| Gefechtskopf mit Tandemhohlladung (RK-2S, RK-2M-K): - Durchschlagsleistung Panzerstahl hinter Reaktivpanzerung, mm                                                     | 800           | 1100              |
| Gefechtskopf mit Spreng-/Splitterwirkung (RK-2OF, RK-2М-OF) - Projektilbildende Ladung Durchschlagsleistung Panzerstahl, mm - Anzahl vorfragmentierte Splitter (2–3 g) | 60 600        | 120 1000          |
| Gewicht Flugkörper in Behälter, kg | 29,5          | 38                |
| Gewicht Flugkörper, kg | 15,7          | 21                |
| Gewicht Gefechtskopf, kg | 6,7           | 9,2               |
| Abmessungen, mm: - Durchmesser Flugkörper - Durchmesser Behälter - Länge Behälter                                                                                      | 130 140 1360  | 152 162 1435      |

## Nutzer
- Ägypten[13]:337
- Algerien[14]
- Aserbaidschan[13]:183[15]
- Jordanien[13]:350
- Katar[13]:365
- Myanmar[15]
- Saudi-Arabien[13]:366
- Ukraine[2]

## Verwandte Waffensysteme
R-111 Stugna
In den 1990er-Jahren als Rohrrakete entwickelter ukrainischer Lenkflugkörper zum Verschuss aus Panzer- bzw. Panzerabwehrkanonen; technische Basis für die Stugna-P.
Shershen
Belarussische Version der Stugna-P, kompatibel mit den Stugna-P-Lenkflugkörpern, zusätzlich Lenkflugkörper P-2B mit bis zu 7.500 m effektiver Reichweite.
Serdar
Türkische fernbedienbare Waffenstation für zwei bzw. vier 130-mm-Stugna-P-Lenkflugkörper (RK-2S, RK-2OF).
Amulet
Ukrainische fernbedienbare Waffenstation mit zwei 130-mm- bzw. 152-mm-Stugna-P-(RK-2S, RK-2OF, RK-2M-K, RK-2M-OF)-Lenkflugkörpern.
Baryer bzw. Bar'er
Waffensystem für den Geschützturm von Panzerfahrzeugen für zwei 130-mm-Stugna-P-Lenkflugkörper.

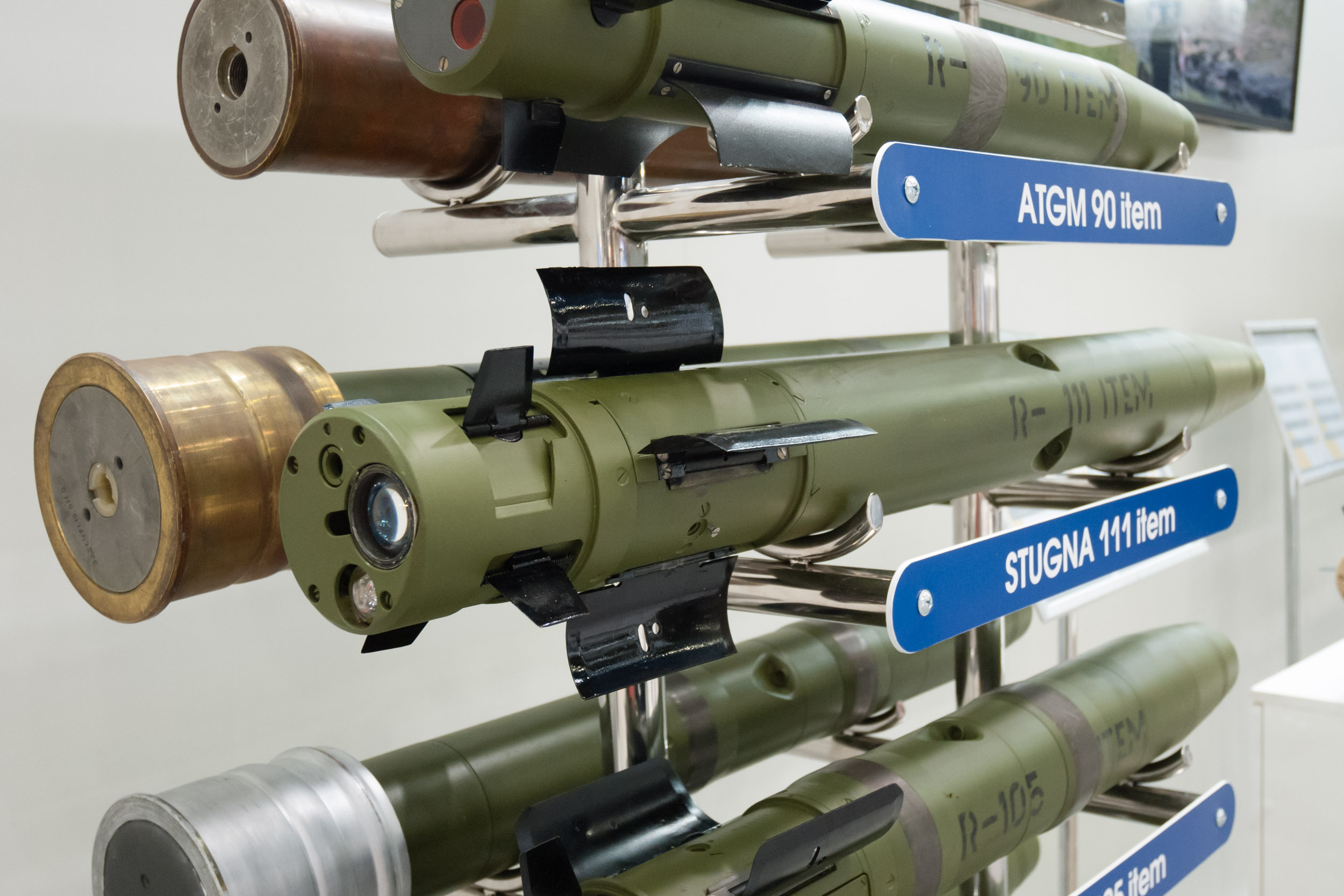
R-111 Stugna
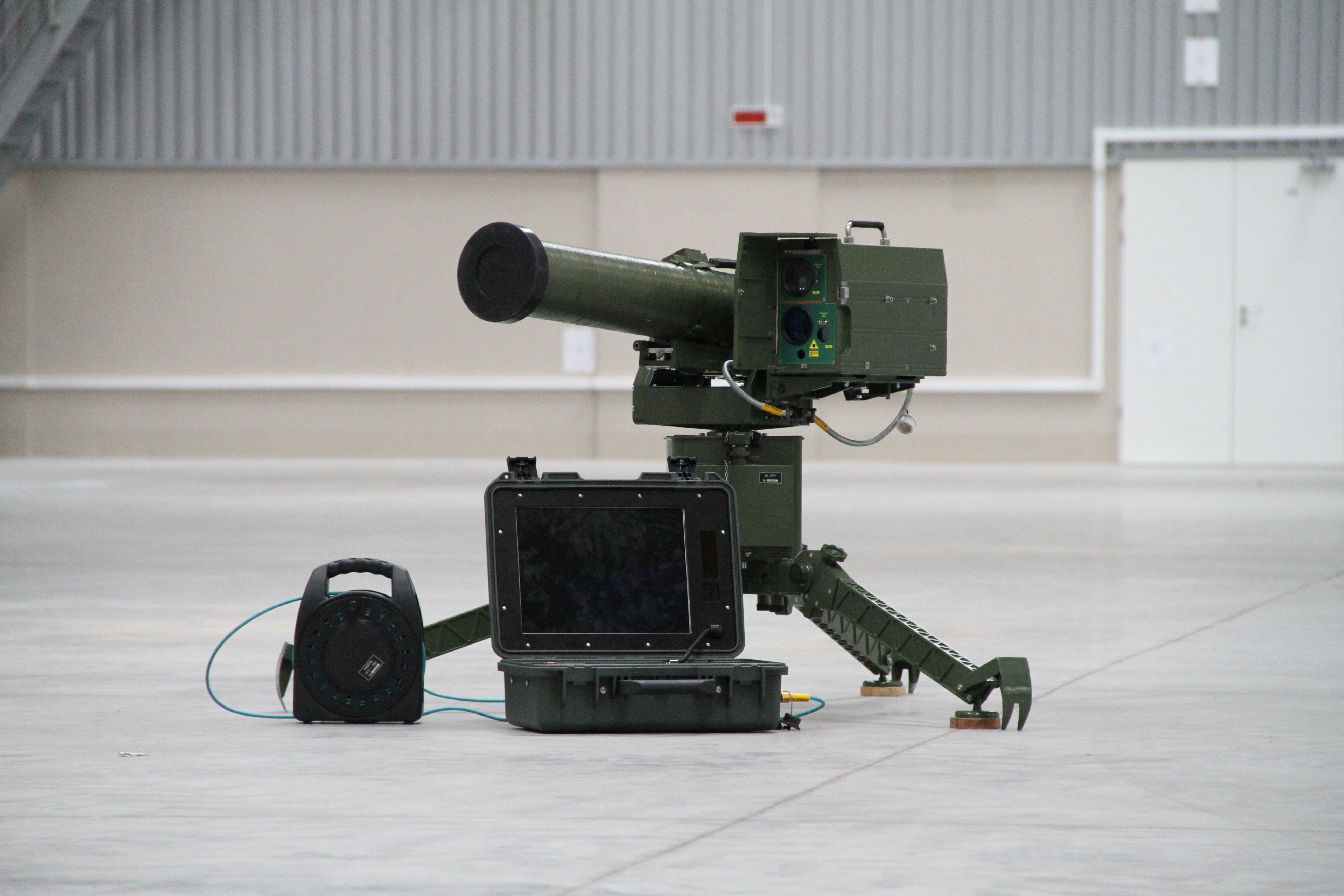
Shershen
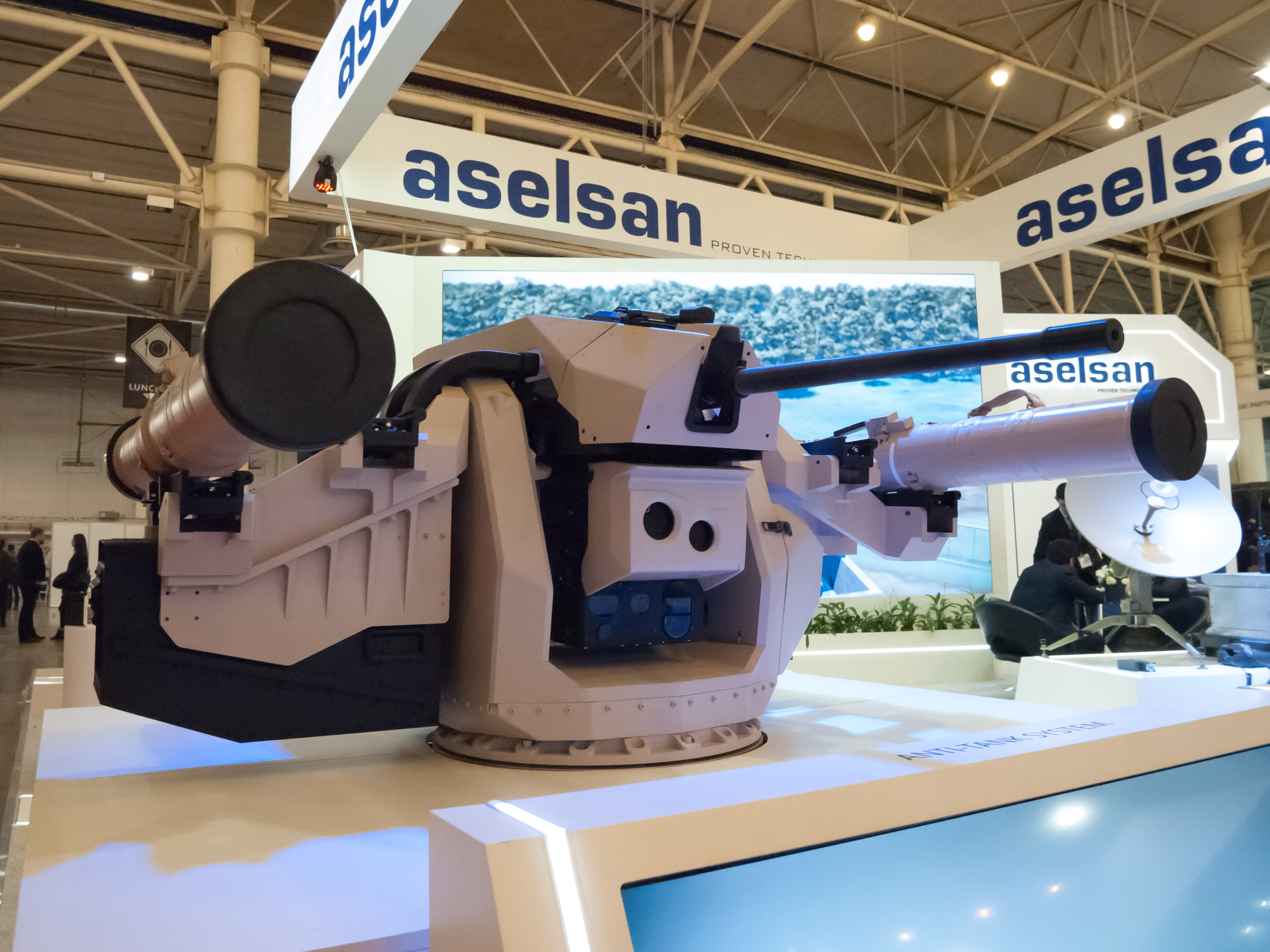
Serdar
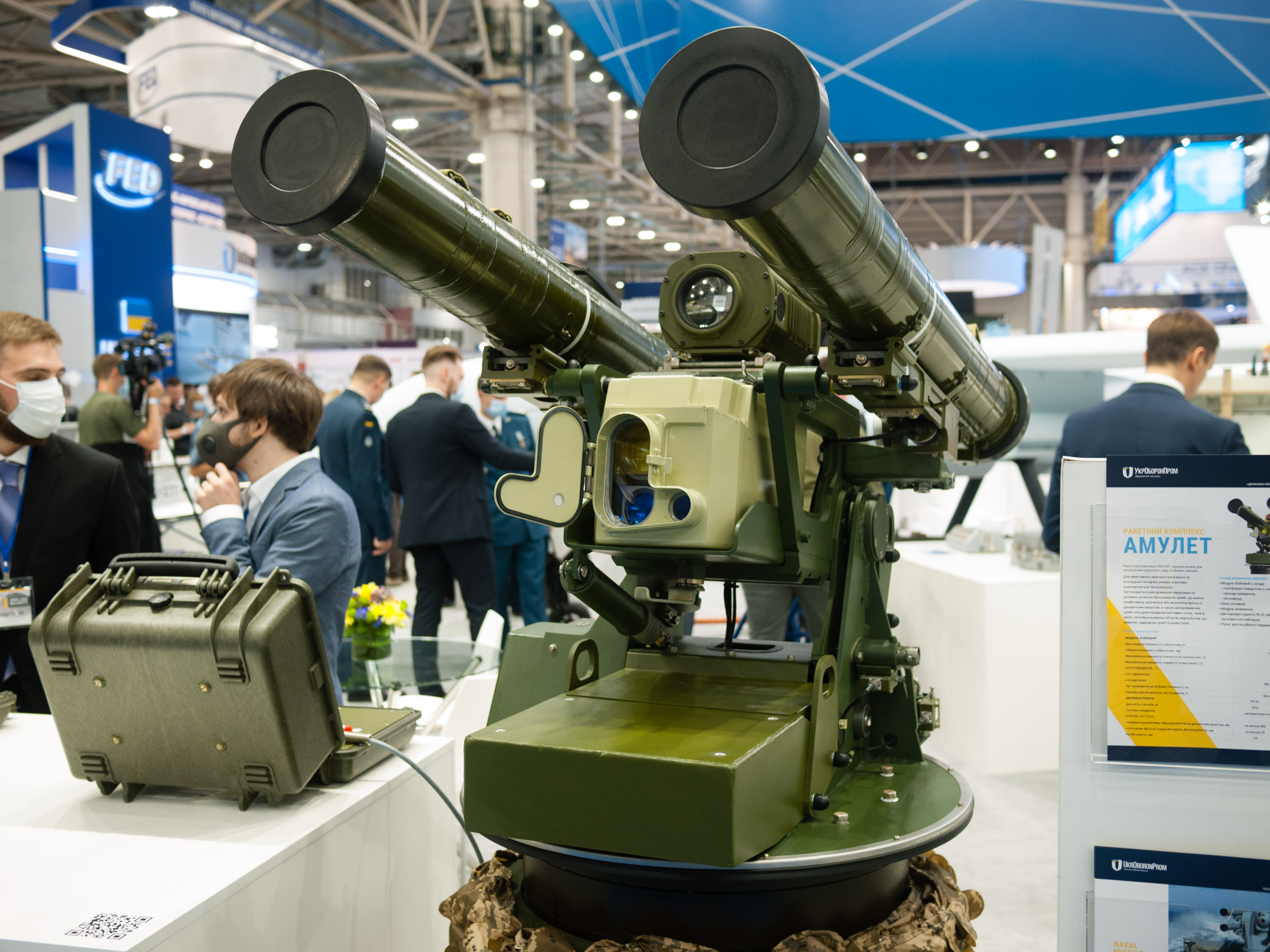
Amulet
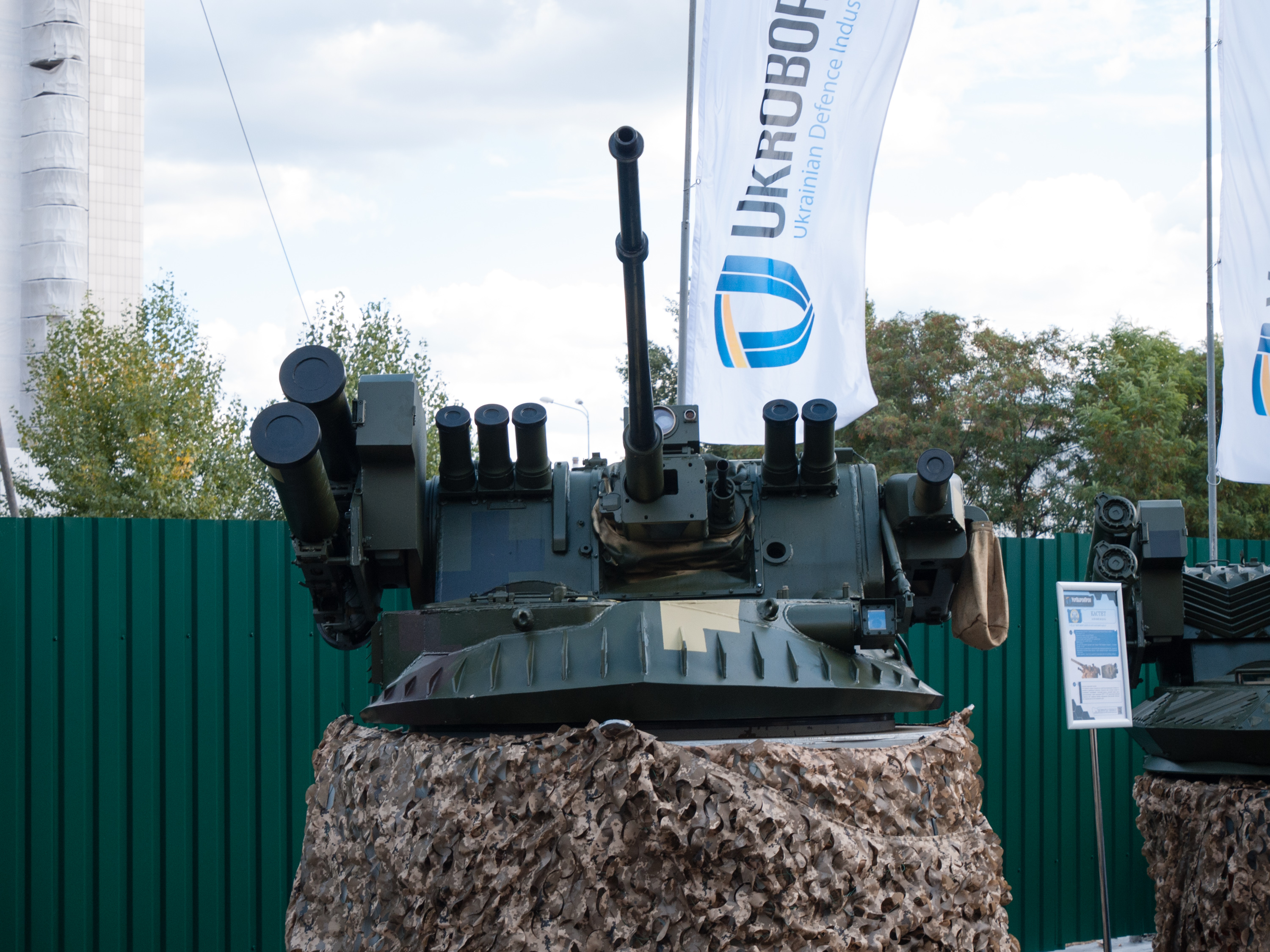
Baryer an einer fernbedienbaren Waffenstation „Kastet“